# 1997年大西洋飓风季
截至2015年，1997年大西洋飓风季仍是有纪录以来最后一个没有热带气旋在8月形成的大西洋飓风季，这个月份通常来说都是大西洋盆地一年中热带天气活动最强烈的。飓风季于1997年6月1日正式开始，同年11月30日结束，传统上这样的日期界定了一年中绝大多数热带气旋在大西洋盆地形成和发展的时间段。本季的活跃程度很低，一共只形成7场获得命名的风暴，此外还有1个热带低气压和1场未编号的亚热带风暴，这也是继1961年以来大西洋盆地首次在8月完全没有热带气旋活动。1997年大西洋飓风季的活跃程度很低，但同年的东太平洋飓风季和西太平洋台风季都很活跃，分别形成了19和29场风暴，这主要是因为受到强烈的圣婴-南方振荡现象影响。与存在该现象的过往年份一样，大西洋热带海域的热带气旋形成受到限制，北纬25°以南只形成两场热带风暴。
6月1日，巴哈马以北海域发展出亚热带风暴，再于次日消散，没有对陆地产生影响，美国国家飓风中心在当时的实际操作中并没有发现这场风暴，所以也就没有为其编号。6月30日，热带风暴安娜在南卡罗莱纳州近海形成，再于7月4日消散，对北卡罗莱纳州有轻微影响。本季首场飓风比尔从7月11日持续到13日，给纽芬兰岛带去小雨。热带风暴克劳德特在比尔消散时发展形成，致使北卡罗莱纳州近海波涛汹涌。飓风丹尼是全季最具破坏性的风暴，引起大规模洪灾，其中又以阿拉巴马州受灾最为严重。丹尼一共夺走了9条人命，经济损失约有1亿美元（1997年美元，相当于2025年的1.96億美元）。飓风埃里卡的外围雨带令小安的列斯群岛受到强烈海浪和阵风的冲击，导致两人死亡，经济损失约1000万美元（1997年美元，相当于2025年的1959萬美元）。热带风暴格雷斯的前身天气系统在波多黎各引发轻度洪灾。第五号热带低气压和热带风暴费边都没有对陆地产生显著影响。合并计算，1997年大西洋飓风季的所有风暴一共造成12人丧生，引起的破坏总价值约为1亿1146万美元（1997年美元，相当于2025年的2.18億美元）。

## 季节总结

### 季前预测
每年飓风季开始前，科罗拉多州立大学威廉·M·格雷博士及其同僚组成的飓风专家团队都会发布飓风活动预测。根据美国国家海洋和大气管理局的定义，每个大西洋飓风季平均会形成11场获得命名的风暴，其中6场达到飓风强度，2场成为大型飓风。格雷的团队于1997年5月发布预测，认为这年会形成11场命名风暴，其中7场成为飓风，3场会达到大型飓风标准。

### 季节活动
1997年大西洋飓风季于这年6月1日正式开始，这天就有亚热带风暴在大西洋盆地上空形成。从1995年开始，大西洋盆地的热带气旋形成进入高于平均水平的活跃期，1997年则是其后至2014年间最不活跃的飓风季，一共只形成9个热带低气压，其中8个成为热带风暴，3场达到飓风标准，1场成为大型飓风，这些数字都低于1950至2005年间的平均值。飓风丹尼是本季仅有的一场以飓风强度登陆的风暴，飓风埃里卡和热带风暴格雷斯也有造成人员伤亡和破坏。这3个气旋一共导致11人遇难，经济损失约1亿1146万美元（1997年美元，相当于2025年的2.18億美元）。热带风暴格雷斯是全季最后一场风暴，于10月17日消散，这时距11月30日飓风季正式结束还有近一个半月。
虽然整体很不活跃，但1997年大西洋飓风季却有着非常活跃的开局。6月形成了两个热带气旋，分别是当时未被发现的亚热带风暴和热带风暴安娜。7月形成的热带气旋也异常多，共有4个热带低气压，其中3个发展成热带风暴，又有两个达到飓风标准。但接下来的几个月里，飓风季的活跃程度都创下半个多世纪以来的新低，特别是往年最为活跃的8至9月，共计只有1个热带气旋形成。这种开局活跃，后期平静的情况也表明，早期的活跃程度不能代表整个飓风季。飓风埃里卡是8至9月间大西洋盆地发展形成的唯一一个热带气旋，于9月3日成形。10月形成的热带风暴费边和格雷斯的持续时间都很短。10月17日，格雷斯转变成温带气旋，大西洋盆地上空的热带天气活动提前近一个半月进入沉寂。
本季的活跃程度也通过相对较低的累积气旋能量指数反映出来，只有41。大致来说，气旋能量指数通过飓风的强度和持续时间来计算，强度越高、持续时间越长的风暴，其指数也相应越高。只有在热带系统风速达到或超过每小时63公里（34节）或热带风暴强度时才会计算这项指数，并纳入全面的气象公告。此外，亚热带气旋和热带低气压的这一数据通常不会计入累计数，但以上数据实际上包含本季的无名亚热带风暴。

## 风暴

### 无名亚热带风暴
5月下旬，佛罗里达州上空发展出密集的雷暴区，并因受短波槽的影响向东北方向移动，环流中心逐渐发展，周围的对流也渐渐增强，5月31日形成的低气压区于6月1日发展成亚热带低气压。美国国家飓风中心在当时的实际操作中以为系统只是锋面低气压，但在经过重新分析后认定气旋与冷锋始终相互分离，所以属亚热带风暴，只是没有编号。亚热带低气压快速沿美国东岸平行移动，仅6小时后就增强成亚热带风暴。对流继续将中心包裹起来，虽然外界环境因有冷锋逼近而变得不利于系统发展，但气旋仍在继续强化。6月1日晚，风暴在北卡罗莱纳州近海达到持续风速每小时85公里的最高强度。气旋转向东进，于6月2日晚在马萨诸塞州东南方向洋面转变成温带气旋，并于不久后与冷锋融合。

### 热带风暴安娜
协调世界时6月30日中午12点，南卡罗莱纳州近海的一片锋面低气压系统发展成1997年大西洋飓风季的第一号热带低气压。系统缓慢向东移动，于7月1日升级成热带风暴并获命名为“安娜”（Ana）。安娜略有增强，于7月2日达到持续风力时速85公里、中心最低气压1000毫巴（百帕，30英寸汞柱）的最高强度。7月2日晚，安娜因受短波槽影响向东北方向移动，进入垂直风切变增多的海域。由于行经洋面水温降低，风暴开始减弱。
7月3日晚，安娜已降级成热带低气压，并于7月4日清晨在大西洋西部上空失去热带天气系统特征，转变成温带气旋，再在持续了约24小时逐渐消散。这场风暴产生的影响很小，北卡罗莱纳州海岸出现离岸流，新汉诺威县的卡罗莱纳海滩有14人因海况恶劣需要救援，另有1人重伤。此外，同县的库尔海滩（Kure Beach）有5人需要救援，至少1人入院治疗。幸运的是，两地都没有人员因此丧生。

### 飓风比尔
7月上旬，波多黎各以北的一条低压槽中分离出大规模上层低气压。7月7日，系统发展出地表低压槽，对流也有所增长，上层低气压向西北方向退却后，巴哈马以东海域有低气压区形成。系统所在海域的风切变减少，对流因此增长并组织起来，估计系统于7月11日在百慕大西南方向约530公里洋面发展成热带低气压。受逐渐逼近的冷锋影响，气旋形成后向东北方向移动，并迅速强化成热带风暴比尔，短暂对百慕大构成威胁。气象部门因此向该岛发布热带风暴警告，但很快就予撤销，比尔没有对百慕大产生影响。
比尔继续向东北前进并快速增强。到7月12日中午，风暴的卫星图像上已经可以观察到眼状特征，表明风暴在相对较高的纬度位置达到飓风强度标准。比尔升级成飓风，并达到持续风速每小时120公里，最低气压986毫巴（百帕，29.1英寸汞柱）的最高强度。在飓风强度下仅保持约12小时后，气旋强度就回落到热带风暴标准，最终于7月13日在纽芬兰岛开普雷斯（Cape Race）以南约298公里洋面被冷锋吸收。比尔在纽芬兰岛产生小雨，降雨量最高的地方也不到25毫米。

### 热带风暴克劳德特
7月11日，之前对飓风比尔移动方向构成影响的锋面系统在美国东南部近海催生出不具备热带天气系统特征的低气压。随着锋面系统逐渐消散，低气压持续了一段时间基本没有移动，再于7月13日在北卡罗莱纳州威尔明顿东南偏南方向约523公里海域发展成第三号热带低气压。根据侦察机的数据，气象部门认定系统迅速增强成热带风暴克劳德特。风暴向东北方向前进，从外滩群岛东南方向经过。虽然受到风切变的不利影响，但气旋还是发展出带状特征。7月14日，克劳德特达到风力时速72公里的最高强度，然后因受锋面系统影响转向东进。
风暴关联的雷暴活动相对混乱且零散，克劳德特也在7月16日减弱成热带低气压。气旋这天再度达到热带风暴强度，但很快就于当晚转变成温带气旋。此后不久，系统与冷锋融合，其残留于7月23日在亚速尔群岛附近失去踪影。热带风暴克劳德特对陆地的影响很小，北卡罗莱纳州出现强烈的离岸流，多人需要救援，有1人受伤，但没有人员遇难。北卡罗莱纳州沿海地区部分居民甚至对风暴一直停留在海上感到失望，因为他们期望风暴能带来雨水，缓解当地旱情。

### 飓风丹尼
7月16日，墨西哥湾北部上空发展出第四号热带低气压。低气压缓慢向东北偏东方向移动，于次日达到热带风暴强度并获名“丹尼”（Danny）。气旋继续向东北偏东前进，并在达到飓风强度后不久从路易斯安那州普拉克明堂区比勒斯（Buras）附近登陆。由于登陆点陆地面积狭小，丹尼的大部分环流都位于水域上空，所以强度降幅很小。飓风回到墨西哥湾，经小幅强化后于7月19日以一级飓风的最低标准强度两次登陆阿拉巴马州。丹尼在约一天的时间里基本没有移动，然后开始北上并降级成热带低气压。向北穿越阿拉巴马州期间，丹尼又转向东面移动，从美国东南部上空经过。风暴中心进入北卡罗莱纳州空域后，丹尼与逐渐发展的低压槽发生相互影响，因此再次增强成热带风暴。此后不久，气旋于7月24日从北卡罗莱纳州和弗吉尼亚州边界附近进入大西洋。风暴再一次转向北上，于7月26日从距南塔克特不到48公里洋面经过。接下来丹尼转朝海上移动，于7月27日被锋面系统吸收。
丹尼以飓风强度登陆，但由于其规模较小，因此只有小范围地区出现狂风，只有路易斯安那州最东侧的小片区域风速达到飓风强度。受风暴影响，路易斯安那州降下倾盆大雨，普拉明克堂区的伯拉斯黛安芬降雨量达到全州最高的290毫米。该州部分地区因暴雨引发洪灾，这些洪灾与狂风共同影响，导致全州有超过300套房屋和170家商户受损。密西西比州南部也降下暴雨，引起街道和房屋受轻度水浸。7月19日行经阿拉巴马州多芬岛期间，丹尼降下高达959毫米雨量，成为有纪录以来在阿拉巴马州产生降水最多的热带气旋。多芬岛和莫比尔湾（Mobile Bay）西岸测得飓风强度狂风，该地区有许多建筑物的屋顶受损。此外，莫比尔县境内的福尔河与鲍德温县境内的费什河泛滥成灾，对沿岸民房构成严重破坏。丹尼在更北面的南卡罗莱纳州催生出多场龙卷风，其中数场造成严重破坏。局部地区降下暴雨，北卡罗莱纳州中部部分地点测得200至300毫米降水。最终，气旋还给马萨诸塞州东南部带去小雨和热带风暴强度大风。整场风暴一种造成9人遇难，经济损失约有1亿美元（1997年美元，相当于2025年的1.96億美元）。

### 第五号热带低气压
7月11日，一股东风波离开非洲西岸进入大西洋。系统向西移动，逐渐穿越大西洋热带海域，并持续表现出有云层系统中心存在的迹象。7月17日，卫星图像显示东风波关联的深层对流已经集中起来，估计这片扰动天气于当天早上6点在巴巴多斯以东约880公里洋面发展成第五号热带低气压。低气压向西北偏西方向移动，于7月18日开始表现出退化迹象。次日清晨，低气压退化成东风波，在此以前的侦察观测结果表明系统有可能短暂达到热带风暴强度。东风波继续西进，但未能重新发展，于7月23日在墨西哥湾东部上空失去踪影。

### 飓风埃里卡
9月3日，一股东风波在小安的列斯群岛最南端以东约1850公里海域发展成第六号热带低气压，并于当晚升级成热带风暴埃里卡。系统向西北偏西方向移动并稳步增强，于9月4日达到飓风标准。埃里卡在小安的列斯群岛以北近海掠过，之后因受逐渐逼近的低压槽影响转向北上。飓风迅速强化，于9月8日达到风力时速205公里的最高强度。在最高强度下保持了约24小时后，系统因行经海域水温降低而减弱，之后转向东进，先减弱成热带风暴，最终在经过亚速尔群岛后转变成温带气旋。
小安的列斯群岛北部因这场飓风降下小雨，风力也不大。蒙塞拉特岛上的苏弗里埃尔火山曾于飓风经过数星期前喷发，埃里卡将火山灰云带到安地卡岛上空。飓风产生的大浪在波多黎各北部引起海滩侵蚀，还导致两名冲浪者遇难。中等强度阵风令背风群岛和波多黎各数以千计的居民失去供电该岛东北部水域有两位冲浪者因遭遇大浪丧生，波多黎各和美属维尔京群岛一共遭受了1000万美元（1997年美元，相当于2025年的1959萬美元）损失。亚速尔群岛同样出现阵风和小雨，并且风暴存在晚期群岛上的阵风时速还达到飓风标准，但没有任何报道表明群岛有因这场风暴而遭受破坏。埃里卡是1997年8至9月间大西洋盆地仅有的热带气旋，上一次出现这种情况则要追溯到60余年前的1929年。

### 热带风暴法比安
9月22日，一股东风波从达喀尔附近离开非洲西海岸进入大西洋。系统向西移动，于约1星期后到达小安的列斯群岛，在此期间没有得到显著发展。群岛在东风波经过期间出现狂风暴雨，系统之后发展成大面积低气压区，并有下层环流形成，只是因受上层风切变的不利影响而未能立即得到进一步组织。低气压区经过波多黎各和维尔京群岛，由于前进方向和上层风一致，因此外界环境中的风切变有所减少。
10月4日下午18点，美国国家飓风中心估计系统在波多黎各以北约660公里海域发展成第七号热带低气压，但在实际操作中直至10月7日下午15点才开始针对系统发布公告。成形约24小时后，低气压于10月5日增强成热带风暴法比安。接下来的时间里，气旋强度没有再出现显著增长，最高风速也只达到每小时65公里。风暴逐渐失去热带天气系统特征，于10月8日中午12点转变成温带气旋。

### 热带风暴格雷斯
10月14日，伊斯帕尼奥拉岛以北近海有温带低气压形成，并于次日达到烈风强度。同时，系统逐渐呈现出热带天气系统特征，于10月16日凌晨0点成为热带风暴格雷斯。受强烈的风切变影响，风暴未能得到进一步发展，达到的最大持续风速为每小时75公里，最低气压999毫巴（百帕，29.5英寸汞柱）。格雷斯这时仍然存在温带天气系统特征，此后开始稳步减弱，于10月17日退化成温带低气压。
形成格雷斯的扰动天气令波多黎各普降暴雨，降雨量最高的艾沃尼托达到322毫米。岛上各地爆发山洪，引发多场泥石流，造成道路和桥梁受损。此外，多条河流溢出，迫使37人在岛上各处寻求庇护。全岛共有1人遇难，经济损失约146万美元（1997年美元，相当于2025年的286萬美元）。此外，风暴转变成的温带系统给美属维尔京群岛带去小到中雨，群岛西岸沿线的降雨量达到180毫米。

## 风暴名称
以下名单中列出的是1997年用来给北大西洋热带气旋命名的名称。由于没有名称在1998年春退役，因此所有名称都会在2003年再度使用。这份名单与1991年大西洋飓风季使用的名称基本相同，只有“比尔”（Bill）是新名称，取代1991年的“鲍勃”（Bob）。列表中没有命名的名称会以灰色显示。
|  | - Henri（未用） - Isabel（未用） - Juan（未用） - Kate（未用） - Larry（未用） - Mindy（未用） - Nicholas（未用） | - Odette（未用） - Peter（未用） - Rose（未用） - Sam（未用） - Teresa（未用） - Victor（未用） - Wanda（未用） |

## 季节影响
以下表格中列出了1997年大西洋飓风季形成的所有风暴，其中包括其存在周期、名称、影响区域、损失数额和死亡人数。死亡人数栏内括号中的数字表示间接导致的死亡人数，例如因风暴导致的交通事故丧生就属于间接死亡。所有损失和死亡人数包括风暴处于温带气旋、低气压或是东风波时期，损失数额单位为1997年美元。
| 萨菲尔-辛普森飓风风力等级 |    |    |    |    |    |    |
| TD                        | TS | C1 | C2 | C3 | C4 | C5 |

| 无名     | 6月1至2日        | 热带风暴   | 50（85）   | 1003 | 无                                                                                   | 无     | 0      |  |
| 安娜     | 6月30日至7月4日  | 热带风暴   | 50（85）   | 1000 | 无                                                                                   | 无     | 0      |  |
| 比尔     | 7月11至13日      | 一级飓风   | 75（120）  | 986  | 纽芬兰岛                                                                             | 无     | 0      |  |
| 克劳德特 | 7月13至16日      | 热带风暴   | 45（75）   | 1003 | 美国东岸                                                                             | 无     | 0      |  |
| 丹尼     | 7月16至26日      | 一级飓风   | 80（130）  | 984  | 美国墨西哥湾沿岸地区（路易斯安那州和亚拉巴马州）、美国东南部、中大西洋地区、新英格兰 | 100    | 4（5） |  |
| 五       | 7月17至19日      | 热带低气压 | 35（55）   | 1008 | 无                                                                                   | 无     | 0      |  |
| 埃里卡   | 9月3至20日       | 三级飓风   | 125（205） | 946  | 小安的列斯群岛、亚速尔群岛                                                           | 10     | 2      |  |
| 法比安   | 10月4至8日       | 热带风暴   | 40（65）   | 994  | 小安的列斯群岛                                                                       | 无     | 0      |  |
| 格雷斯   | 10月16至17日     | 热带风暴   | 45（75）   | 999  | 美属维尔京群岛、波多黎各和伊斯帕尼奥拉岛                                             | 1.46   | 1      |  |
| 季节总结 |                  |            |            |      |                                                                                      |        |        |  |
| 9个气旋  | 6月1日至10月17日 |            | 125（205） | 946  |                                                                                      | 111.46 | 7（5） |  |